# Шиклош (замък)
Замъкът Шиклош (Siklósi vár) е средновековна унгарска крепост, построена в средата на 13 век.
Първото споменаване на замъка датира от 1294 г. Най-старите му основи са открити при археологически разкопки в мазета на юг, където вероятно е била крепостта на унгарския Надор Гюла Кан, който нарежда нейното изграждане. След татарското нашествие през 1241 г. много от унгарските замъци са разрушени. В рамките на няколко месеца татарите изоставят кралството и незабавно крал Бела IV Унгарски започва да възстановява всички градове и да строи замъци с каменни стени, за да устои на евентуални бъдещи атаки. Замъкът на Шиклош е една от почти стоте крепости.
Благородното семейство Шиклоши, собственици на замъка, се надигат срещу унгарския крал Сигизмунд Люксембургски през 1387 г., който ги класифицира като врагоме и експроприира земята им. Няколко години по-късно замъкът попада в ръцете на могъщото унгарско семейство Гарай, което разширява структурата му, изграждайки нови стени около самия град. През 1401 г. унгарските благородници се надигнат срещу Сигизмунд, който първо е заловен в град Вишеград и след това отведен в Шиклош. Тъй като благородниците не могат да постигнат споразумение какво ще правят с монарха, Никола Гарай предлага да го освободят и да го оставят на трона. Сигизмунд не забравя своя предан благородник Гарай, скоро сключва съюз с него и се сформира лига от благородници, които подкрепят монарха.
До 1440 г. отбранителни структури замъка вече са изградени, които не могат да бъдат превзети от унгарския военачалник Януш Хуняди, който се стреми да разшири влиянието на крал Владислав I. След изчезването на семейство Гарай, замъкът преминава в ръцете на унгарския крал Матиаш Корвин, който го предоставя на своя незаконен син Ян Корвин, но семейство Перени вече е обитавало сградите от началото на 16 век . През 1543 г. турският султан Сюлейман Великолепни успява да проникне през стените на Шиклош с огромна армия само за 3 дни. След това замъкът остава под турски контрол до 1686 г., когато германската имперска армия навлиза в унгарска територия и се извършва освобождението на Буда, след което турциге са прогонени от много крепости, включително Шиклош. Впоследствие благородниците, верни на германския император, реформират вътрешната структура на замъка, придавайки му дълбоки барокови черти, които са видими и днес.
От 1828 г. членовете на фамилията Батани го притежават, а по-късно богатият унгарски адвокат от Братислава Луис Беньовски го купува за себе си. След Втората световна война крепостта е изоставена за около десетилетие и през 1955 г. започват археологически проучвания, заедно с възстановяването на структурата. В момента в стените му има исторически музей.

## Изгледи
- вход
- крепостна стена
- крепостна стена
- вътрешно пространство